# Greg Buckner
Gregory Derayle Buckner (Hopkinsville, 16 september 1976) is een Amerikaans basketbalcoach en voormalig basketballer.

## Carrière
Buckner speelde van 1994 tot 1998 collegebasketbal voor Clemson Tigers. In 1998 werd hij als 53e gekozen in de NBA draft door de Dallas Mavericks. Hij speelde eerst een seizoen voor de Grand Rapids Hoops. Van 1999 tot 2000 speelde hij voor de Dallas Mavericks. In 2002 tekende hij een contract bij de Philadelphia 76ers en speelde er tot in september 2004 toen zijn contract werd verbroken. Hij tekende daarop voor de Denver Nuggets waar hij twee seizoenen speelde.
In 2006 keerde hij terug naar de Dallas Mavericks en speelde er een seizoen voordat hij geruild werd naar de Minnesota Timberwolves voor Trenton Hassell. Hij speelde een seizoen voor hen voordat hij geruild werd naar de Memphis Grizzlies samen met Marko Jarić, O.J. Mayo en Antoine Walker voor Brian Cardinal, Jason Collins, Kevin Love en Mike Miller. Na een seizoen werd hij opnieuw geruild ditmaal naar de Dallas Mavericks in een ruil waarbij ook de Orlando Magic en Toronto Raptors betrokken waren. Verder waren ook volgende spelers betrokken: Jerry Stackhouse, Devean George, Antoine Wright, Hedo Türkoğlu, Kris Humphries, Nathan Jawai, Shawn Marion, geldsommen en een draftpick. In september 2009 werd zijn contract ontbonden.
In 2011 werd hij player development coach voor de Houston Rockets en was er vijf seizoenen. In 2017 werd hij assistent-coach bij de Memphis Grizzlies onder J.B. Bickerstaff tot in 2019. In 2020 werd hij assistent-coach bij de Cleveland Cavaliers onder opnieuw J.B. Bickerstaff, in 2022 werd hij associate head coach bij de Cavaliers. In juni 2024 tekende hij als assistent-coach bij de Milwaukee Bucks onder Doc Rivers.

## Erelijst
- Clemson Athletic Hall of Fame: 2005[7]
- KHSAA Hall Of Fame: 2021[8]

## Statistieken

### Regulier seizoen
| Seizoen  | Team                   | WG  | WS  | MPW  | 2P%  | 3P%  | FW%  | RPW | APW | SPW | BPW | PPW |
| -------- | ---------------------- | --- | --- | ---- | ---- | ---- | ---- | --- | --- | --- | --- | --- |
| 1999/00  | Dallas Mavericks       | 48  | 1   | 19,2 | 47,6 | 38,5 | 68,3 | 3,6 | 1,1 | 0,8 | 0,4 | 5,7 |
| 2000/01  | Dallas Mavericks       | 37  | 9   | 22,2 | 43,8 | 28,6 | 72,8 | 4,2 | 1,3 | 0,9 | 0,2 | 6,2 |
| 2001/02  | Dallas Mavericks       | 44  | 16  | 20,1 | 52,5 | 31,3 | 69,0 | 3,9 | 1,1 | 0,7 | 0,4 | 5,8 |
| 2002/03  | Philadelphia 76ers     | 75  | 5   | 20,2 | 46,5 | 27,3 | 80,2 | 2,9 | 1,3 | 1,0 | 0,2 | 6,0 |
| 2003/04  | Philadelphia 76ers     | 53  | 3   | 13,3 | 37,7 | 27,3 | 74,1 | 1,9 | 0,8 | 0,4 | 0,1 | 3,1 |
| 2004/05  | Denver Nuggets         | 70  | 41  | 21,7 | 52,8 | 40,5 | 77,8 | 3,0 | 1,9 | 1,1 | 0,1 | 6,2 |
| 2005/06  | Denver Nuggets         | 73  | 27  | 24,1 | 43,4 | 35,4 | 78,2 | 2,9 | 1,7 | 1,2 | 0,3 | 6,7 |
| 2006/07  | Dallas Mavericks       | 76  | 11  | 18,1 | 41,1 | 31,1 | 79,4 | 2,1 | 0,9 | 0,6 | 0,1 | 4,0 |
| 2007/08  | Minnesota Timberwolves | 31  | 4   | 16,8 | 38,5 | 30,0 | 86,4 | 2,1 | 1,3 | 0,7 | 0,1 | 4,0 |
| 2008/09  | Memphis Grizzlies      | 63  | 0   | 13,9 | 38,4 | 25,5 | 80,0 | 2,1 | 0,9 | 0,5 | 0,1 | 2,5 |
| Carrière | Carrière               | 570 | 117 | 19,1 | 45,0 | 33,4 | 75,7 | 2,8 | 1,3 | 0,8 | 0,2 | 5,0 |

### Play-offs
| Seizoen  | Team               | WG | WS | MPW  | 2P%  | 3P%  | FW%   | RPW | APW | SPW | BPW | PPW  |
| -------- | ------------------ | -- | -- | ---- | ---- | ---- | ----- | --- | --- | --- | --- | ---- |
| 2000/01  | Dallas Mavericks   | 5  | 0  | 15,0 | 47,8 | 33,3 | 70,0  | 4,2 | 0,6 | 1,0 | 0,0 | 6,0  |
| 2001/02  | Dallas Mavericks   | 7  | 0  | 15,0 | 48,0 | 0,0  | 75,0  | 3,7 | 0,6 | 0,4 | 0,1 | 3,9  |
| 2002/03  | Philadelphia 76ers | 10 | 0  | 11,2 | 32,3 | 22,2 | 100,0 | 1,7 | 0,3 | 0,1 | 0,2 | 2,6  |
| 2004/05  | Denver Nuggets     | 5  | 2  | 20,0 | 22,2 | 22,2 | —     | 3,2 | 1,0 | 0,4 | 0,2 | 2,0  |
| 2005/06  | Denver Nuggets     | 5  | 4  | 27,4 | 41,8 | 31,3 | 87,5  | 2,8 | 1,2 | 0,6 | 0,2 | 12,6 |
| 2006/07  | Dallas Mavericks   | 6  | 0  | 7,3  | 0,0  | 0,0  | 50,0  | 1,0 | 0,3 | 0,3 | 0,2 | 0,2  |
| Carrière | Carrière           | 38 | 6  | 15,1 | 37,7 | 25,9 | 78,6  | 2,6 | 0,6 | 0,4 | 0,2 | 4,1  |